# Baillonville
Baillonville (en wallon Bayonvèye) est une section de la commune belge de Somme-Leuze située en Région wallonne dans la province de Namur.
C'était une commune à part entière avant la fusion des communes de 1977.

## Géographie
Le village est situé sur la rive gauche de l’Eau d'Heure, un affluent de l’Ourthe, qui le borde du côté sud-ouest.

## Évolution démographique
- Source: DGS, 1831 à 1970=recensements population, 1976= habitants au 31 décembre